# Beverly Clock

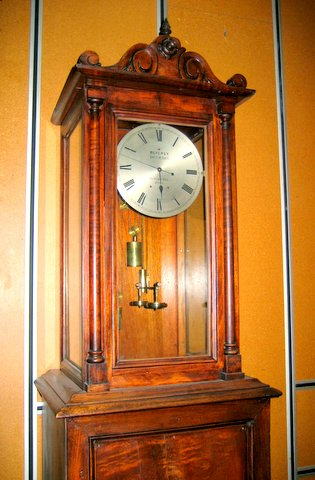
Beverly Clock im Physik-Department der Universität von Otago

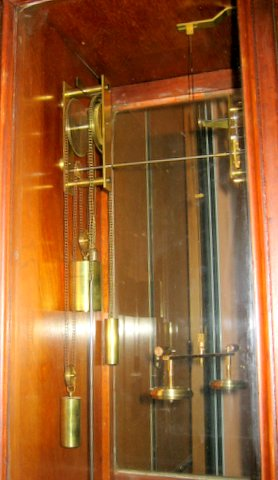
Mechanismus der Beverly-Uhr mit Kette, Ritzeln und Torsionspendel

Die Beverly Clock ist eine mechanische Uhr im Aufzugsfoyer des Physikalischen Instituts der University of Otago in Dunedin, Neuseeland.

## Geschichte
Die Uhr, die sich im 3. Stockwerk des Gebäudes befindet, wurde 1864 durch Arthur Beverly konstruiert und 1865 auf der New Zealand Exhibition in Dunedin erstmals ausgestellt. Die Uhr ist seither mit wenigen Unterbrechungen, wie Reinigung, Reparatur oder Umzug, im Betrieb und wurde nie per Uhrschlüssel aufgezogen.
Als Arthur Beverly im Jahr 1908 starb, hinterließ er der Universität die Uhr und ein Anwesen im damaligen Wert von 57.000 Pfund, das zur Finanzierung von Stipendien an der University of Otago genutzt wurde.

## Funktionsweise
Der Mechanismus der Uhr wird durch Schwankungen des atmosphärischen Drucks und durch tägliche Temperaturschwankungen angetrieben, von denen die Temperaturschwankungen für den Betrieb wichtiger sind. Durch die Temperaturschwankungen dehnt sich die Luft in einer 28-Liter-Box aus oder zieht sich zusammen und drückt auf eine Membrane. Eine Schwankung der Temperatur von sechs Grad Fahrenheit (3,3 K) im Laufe eines jeden Tages erzeugt ungefähr genug Druck, um ein Gewicht von einem Pfund um einen Zoll zu erhöhen (das entspricht 0,113 Joule oder 31 μWh), was den Mechanismus der Uhr schließlich antreibt.
Ein ähnlicher Mechanismus in einer handelsüblichen Uhr, die nach dem gleichen Prinzip arbeitet, ist die Atmos-Uhr, die vom Schweizer Uhrmacher Jaeger-LeCoultre hergestellt wird.